# Oleyres
Oleyres (toponimo francese) è una frazione di 240 abitanti del comune svizzero di Avenches, nel Canton Vaud (distretto della Broye-Vully).

## Storia

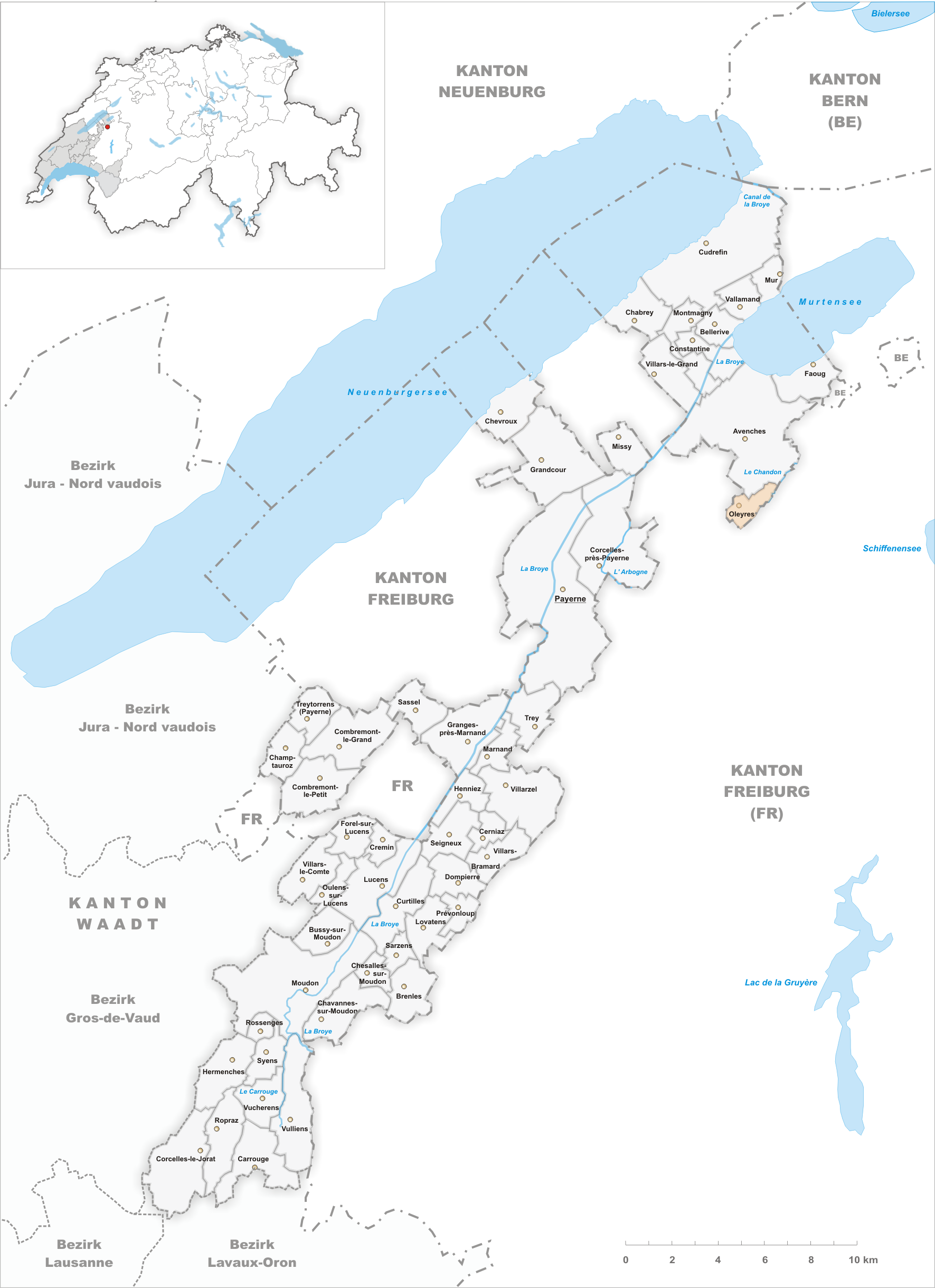
Il territorio del comune di Oleyres prima degli accorpamenti comunali del 2011

Già comune autonomo che si estendeva per 1,92 km², nel 2011 è stato accorpato al comune di Avenches.

## Monumenti e luoghi d'interesse
- Chiesa riformata, eretta nel 1734-1735[1].

## Società

### Evoluzione demografica
L'evoluzione demografica è riportata nella seguente tabella:
Abitanti censiti

## Amministrazione
Ogni famiglia originaria del luogo fa parte del cosiddetto comune patriziale e ha la responsabilità della manutenzione di ogni bene ricadente all'interno dei confini della frazione.